# Jean-Christophe Boullion
Jean-Christophe "Jules" Boullion (Saint-Brieuc, Francuska, 27. prosinca 1969.) je francuski vozač automobilističkih utrka. Godine 1990. osvojio je naslov u Francuskoj Formuli Ford 1600, a 1994. naslov prvaka u Formuli 3000 za momčad DAMS. U Formuli 1 je nastupao 1995. za Sauber, a najbolji rezultat mu je 5. mjesto na Velikoj nagradi Njemačke. Na utrci 24 sata Le Mansa je nastupao 13 puta od 1994. do 2011. Najbolji rezultat je ostvario 2005., kada je zajedno s Emmanuelom Collardom i Érikom Comasom za Pescarolo Sport - momčad Henrija Pescarola, u klasi LMP1 osvojio drugo mjesto.

## Vanjske poveznice
- Jean-Christophe Boullion - Driver Database
- Jean-Christophe Boullion - Stats F1
- Jean-Christophe Boullion - Racing Sports Cars